# Isla Santa Bárbara (California)
Isla Santa Bárbara es una pequeña isla del archipiélago de Islas del Canal, en California. Se encuentra a unas 38 millas (61 km) de la costa sur de California desde la península de los Palos Verdes, cerca de Los Ángeles en el condado de Ventura, California.
Con una superficie total de unos 640 acres (2,6 km²) es la más pequeña de las ocho islas del Canal. Es además la isla más meridional de las que integran el parque nacional Islas del Canal (Channel Islands National Park). El pico más alto de la isla es llamado Signal Hill, y se eleva a 634 pies (193 m).